# Cieśnina La Pérouse’a

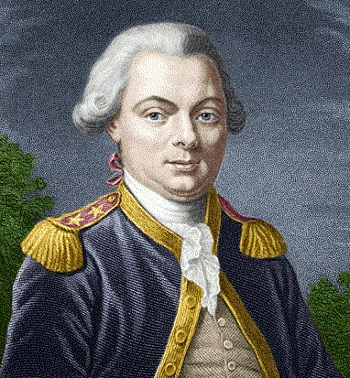
Jean-François de La Pérouse

Cieśnina La Pérouse’a (jap. 宗谷海峡  Sōya-kaikyō: cieśnina Sōya, ros. Пролив Лаперуза) – cieśnina oddzielająca rosyjską wyspę Sachalin od japońskiej wyspy Hokkaido i łącząca Morze Japońskie z Morzem Ochockim.
Cieśnina została odkryta w 1787 r. przez francuskiego oficera marynarki Jean-François de La Pérouse'a i nazwana jego imieniem na cześć swego odkrywcy. Ma 94 km długości i 43 km szerokości. Jej przeciętna głębokość wynosi od 20 do 40 m. Maksymalna głębokość cieśniny - 118 m.